# 卡陶利鲁拉尔
卡陶利鲁拉尔（Khatauli Rural），是印度北方邦Muzaffarnagar县的一个城镇。总人口10737（2001年）。

## 人口
该地2001年总人口10737人，其中男性5701人，女性5036人；0—6岁人口2277人，其中男1247人，女1030人；识字率48.04%，其中男性为57.43%，女性为37.41%。